# Cuencas costeras entre límite regional y seno Andrew
Las cuencas costeras entre límite regional y seno Andrew son varias cuencas contiguas exorreicas costeras de régimen pluvial ubicadas entre el límite regional Aysén-Magallanes y el seno Andrew que la Dirección General de Aguas reúne en el ítem 120 del inventario BNA de cuencas de Chile.

## Límites y relieve

Comunas, departamentos y cuencas en torno al ítem 120 (en verde) del inventario BNA de cuencas de Chile. Las líneas azules son cuencas/ítems, las rojas son las comunas.

Estas cuencas limitan al norte con el ítem 118 llamado cuencas costeras entre río Pascua, límite regional y archipiélago Guayeco, al este con el campo de hielo patagónico sur, cuya vertiente oeste pertenece al ítem, al sur con las cuencas costeras entre seno Andrew, río Hollemberg e islas al oriente , al oeste con las cuencas en islas entre límite regional, canal Ancho y estrecho de La Concepción.

## Población
El sistema de información y monitoreo de biodiversidad del Ministerio del Medio Ambiente de Chile señala la siguiente distribución de la superficie de la cuenca entre las comunas (el porcentaje es de la cuenca):
| Región                                    | Provincia        | Comuna    | Hectáreas     | Porcentaje |
| ----------------------------------------- | ---------------- | --------- | ------------- | ---------- |
| Aysén del General Carlos Ibáñez del Campo |                  |           | 15.611,545    | 1,119%     |
|                                           | Capitán Prat     |           | 15.611,545    | 1,119%     |
|                                           |                  | O'Higgins | 0,659         | < 0,1%     |
|                                           |                  | Tortel    | 15.610,886    | 1,119%     |
| Magallanes y de la Antártica Chilena      |                  |           | 1.110.027,579 | 79,57%     |
|                                           | Última Esperanza |           | 1.110.027,579 | 79,57%     |
|                                           |                  | Natales   | 1.110.027,579 | 79,57%     |

## Subdivisiones
La Dirección General de Aguas subdivide o reúne las cuencas de Chile acorde a las necesidades de estudio y gestión. Existen dos inventarios que han logrado ser aceptados como principales, el inventario de cuencas del Banco Nacional de Aguas (BNA) de 1978, de mayor uso, y el inventario de cuencas del Departamento de Administración de Recursos Hídricos (DARH) de 2014 de mejor cartografía que ha obligado a redefinir algunos límites, a veces con cambios mayores, pero también por algunas redefiniciones del concepto de subcuenca.
Bajo el BNA el código del ítem es 120 y con el DARH es 1200.
La subdivisión del BNA es como sigue:
| Cuenca                                                                | Subcuenca | Subsubcuenca | Aguas                                                                 | Área drenaje km² | Observaciones |
| --------------------------------------------------------------------- | --------- | ------------ | --------------------------------------------------------------------- | ---------------- | ------------- |
| 120 Cuencas costeras entre límite regional y Seno Andrew (120) (mapa) |           |              |                                                                       |                  |               |
| 120                                                                   | 1200      | 12000        | Costeras Canal Mesier Límite Región - Península Exmouth               | 1777             |               |
| 120                                                                   | 1201      | 12010        | Península Exmouth                                                     | 646              |               |
| 120                                                                   | 1202      | 12020        | Costeras del Fiordo Eyre (exc.Península Exmouth)                      | 3024             |               |
| 120                                                                   | 1203      | 12030        | Costeras del NE del Fiordo Falcon                                     | 964              |               |
| 120                                                                   | 1204      | 12040        | Costeras entre Fiordo Falcon y Fiordo Penguin                         | 2420             |               |
| 120                                                                   | 1205      | 12050        | Costeras entre Fiordo Penguin y Fiordo Europa                         | 1396             |               |
| 120                                                                   | 1206      | 12060        | Península entre Fiordo Europa y Fiordo Guilardi                       | 1541             |               |
| 120                                                                   | 1206      | 12061        | Islas Jorge, Canning y Moraine                                        | 145              |               |
| 120                                                                   | 1207      | 12070        | Península Wilcok                                                      | 1106             |               |
| 120                                                                   | 1208      | 12080        | Costeras entre Fiordo Guilardi y Seno Andrew                          | 932              |               |
| total:                                                                | 9         | 10           | Región: XI - XII ((2 - 98)%) / Tipo: Exorreica / Desemb.: O. Pacífico | 13806            |               |

La disposición de cuencas en el inventario DARH es la siguiente:
| Código   | Nombre                                          | Código en mapa              | Tipología de cuenca         | Vertiente de cuenca         | Origen de cuenca            | Temperatura media anual (C°) | Temperatura máxima (C°)     | Temperatura mínima (C°)     | Precipitación anual (mm)    | Número de estaciones fluviométricas | Número de estaciones pluviométricas | Área (km²)                  |
| -------- | ----------------------------------------------- | --------------------------- | --------------------------- | --------------------------- | --------------------------- | ---------------------------- | --------------------------- | --------------------------- | --------------------------- | ----------------------------------- | ----------------------------------- | --------------------------- |
| 1200     | Cuencas del Campos de Hielo                     | Cuencas del Campos de Hielo | Cuencas del Campos de Hielo | Cuencas del Campos de Hielo | Cuencas del Campos de Hielo | Cuencas del Campos de Hielo  | Cuencas del Campos de Hielo | Cuencas del Campos de Hielo | Cuencas del Campos de Hielo | Cuencas del Campos de Hielo         | Cuencas del Campos de Hielo         | Cuencas del Campos de Hielo |
| 120000   | Campos de Hielo                                 | 0                           | Exorreica                   | Pacífico                    | Pluvial                     | 5.0                          | 13.5                        | -2.0                        | 2108.0                      | 0                                   | 0                                   | 1175.1                      |
| 12000100 | Costera Campo de Hielo Sur                      | 1                           | Exorreica                   | Pacífico                    | Pluvial                     | 2.8                          | 11.4                        | -4.5                        | 1905.3                      | 0                                   | 0                                   | 1677.5                      |
| 12000101 | Costera entre Fiordo Eyre y Península Exmouth   | 2                           | Exorreica                   | Pacífico                    | Pluvial                     | 6.0                          | 13.9                        | -0.6                        | 2708.7                      | 0                                   | 0                                   | 670.9                       |
| 12000102 | Costera Seno Falcón                             | 3                           | Exorreica                   | Pacífico                    | Pluvial                     | 3.9                          | 12.4                        | -3.4                        | 2003.7                      | 0                                   | 0                                   | 1363.3                      |
| 120002   | Costera Canal Mesier                            | 0                           | Exorreica                   | Pacífico                    | Pluvial                     | 6.5                          | 14.1                        | 0.1                         | 3003.5                      | 1                                   | 1                                   | 1056.4                      |
| 120003   | Isla Exmouth                                    | 0                           | Exorreica                   | Pacífico                    | Pluvial                     | 5.7                          | 13.3                        | -0.8                        | 3060.9                      | 0                                   | 0                                   | 395.8                       |
| 120004   | Costeras Fiordo Falcon                          | 0                           | Exorreica                   | Pacífico                    | Pluvial                     | 6.2                          | 14.0                        | -0.5                        | 2807.5                      | 0                                   | 0                                   | 765.7                       |
| 12000500 | Seno Penguin                                    | 4                           | Exorreica                   | Pacífico                    | Pluvial                     | 0.6                          | 9.2                         | -6.8                        | 1831.2                      | 0                                   | 0                                   | 666.0                       |
| 12000501 | Fiordo Jarpa                                    | 5                           | Exorreica                   | Pacífico                    | Pluvial                     | 4.5                          | 12.7                        | -2.6                        | 2283.7                      | 0                                   | 0                                   | 419.1                       |
| 120006   | Costera entre Fiordo Penguin y Fiordo Europa    | 0                           | Exorreica                   | Pacífico                    | Pluvial                     | 5.7                          | 13.6                        | -1.0                        | 2726.3                      | 0                                   | 0                                   | 719.6                       |
| 120007   | Costera Fiordo Europa                           | 0                           | Exorreica                   | Pacífico                    | Pluvial                     | 1.3                          | 9.9                         | -6.0                        | 1871.6                      | 0                                   | 0                                   | 530.0                       |
| 120008   | Península entre Fiordo Europa y Fiordo Guilardi | 0                           | Exorreica                   | Pacífico                    | Pluvial                     | 6.3                          | 13.6                        | -0.0                        | 3443.0                      | 0                                   | 0                                   | 1214.3                      |
| 12000900 | Costera entre Fiordo Guilardi y Fiordo Andrés   | 6                           | Exorreica                   | Pacífico                    | Pluvial                     | 4.6                          | 12.9                        | -2.6                        | 2097.3                      | 0                                   | 0                                   | 829.3                       |
| 12000901 | Península Wilcock                               | 7                           | Exorreica                   | Pacífico                    | Pluvial                     | 5.8                          | 13.5                        | -1.0                        | 2523.2                      | 0                                   | 0                                   | 837.6                       |

## Hidrología

La red hidrográfica de las cuencas está originada en el campo de hielo patagónico sur.

### Red hidrográfica
Los cuerpos de agua considerados en esta categoría son:

### Humedales
El Ministerio del Medio Ambiente no registra humedales reconocidos en estas cuencas.

### Glaciares
El inventario público de glaciares de Chile 2022 registra en estas cuencas 1200 glaciares que cubren 4106 km² y se estima que almacenan	741 km³ de agua.

## Clima
Los diagramas Walter Lieth muestran con un área azul los periodos en que las precipitaciones sobrepasan la cantidad de agua que el calor del sol evapora en el mismo lapso de tiempo, (un promedio de 10 °C mensuales evaporan 20 mm de agua caída) dejando un clima húmedo. Por el contrario, las zonas amarillas indican que durante ese tiempo el agua caída puede ser evaporada por el calor del sol. El área gris señala meses muy húmedos.